# Збанацький Юрій Оліферович
Ю́рій (Григо́рій) Оліфе́рович Збана́цький (19 грудня 1913 (1 січня 1914), Борсуків — 25 квітня 1994, Київ) — український письменник, кінодраматург. Герой Радянського Союзу (1944). Лауреат Державної премії України ім. Т. Г. Шевченка (1970), Літературної премії Чувашії ім. М. Сеспеля (1967), Премії ім. Лесі Українки (1975). Депутат Верховної Ради УРСР 9-го скликання.

## Життєпис
Народився 1 січня 1914 р. у х. Борсуків Остерського (тепер Козелецького) району на Чернігівщині в селянській родині.

Могила Юрія Збанацького

Початкову школу закінчив у рідному селі, семирічну — у місті Остер.
Навчався в Чернігівському педагогічному технікумі, згодом у Ніжинському педагогічному інституті, який закінчив у 1937 році. По закінченні інституту працював учителем, директором неповної середньої школи, завідувачем районного відділу освіти, штатним пропагандистом Остерського районного комітету КП(б)У. Член ВКП(б) з 1939 року. У липні 1940 року призначений редактором Остерської районної газети Чернігівської області.
Учасник Другої світової війни з 1941 по 1945 роки. Після окупації району залишився на окупованій території. Розпочав підготовчу роботу зі створення підпілля, проте за доносом зрадника 6 січня 1942 року його заарештовано. Після допитів спрямовано у концентраційний табір, де пробув майже 7 місяців. У вересні 1942 року здійснив утечу з табору. Німці, розшукуючи втікача, схопили, а згодом закатували, матір і молодшого брата Ю. Збанацького.
1 грудня 1942 року відбулись перші установчі збори, де створено партизанський загін імені М. О. Щорса, а командиром загону обрано Ю. О. Збанацького. Загін діяв у межиріччі Дніпра й Десни, контролюючи положення в понад 50 довколишніх селах. Протягом 1942—1943 років на території Київської й Чернігівської областей партизани загону ім. Щорса розгромили 13 ворожих гарнізонів, знищили понад 2000 солдатів та офіцерів ворога, підірвали 19 мостів, пустили під укіс 9 ешелонів, збили 2 літаки, підірвали 4 склади боєприпасів, спалили 15 пароплавів і барж. 24 квітня 1943 року партизани повністю знищили залогу (гарнізон) містечка Пірнове Київської області чисельністю близько 700 «гітлерівців».
У серпні 1943 року на базі партизанського загону створено окреме партизанське з'єднання імені Щорса. У вересні того-таки року партизани захопили три переправи на Десні й утримували їх до приходу частин Червоної Армії.
Указом Президії Верховної Ради СРСР від 4 січня 1944 року за вміле командування партизанським з'єднанням, зразкове виконання бойових завдань командування в тилу німецьких військ і виявлені при цьому відвагу й мужність, Ю. О. Збанацькому присвоєно звання Героя Радянського Союзу.
У 1944—1945 роках перебував на військовій службі в Українському штабі партизанського руху (УШПР).
Після війни викладав літературу в Київському педагогічному інституті імені Горького, згодом очолив філологічний факультет цього-таки інституту.
З 1949 року — відповідальний секретар, заступник голови правління, секретар правління, 1-й заступник голови правління Спілки письменників України.
З 1971 року — секретар правління Спілки письменників України, 1-й секретар правління Київської письменницької організації. Був членом Спілки письменників СРСР.
У 1972 році долучився до погрому української патріотичної інтелігенції. Входив до складу комісії, створеної постановою ЦК КПУ, що була покликана розглянути листа Івана Дзюби, адресованого першому секретареві ЦК КПУ Петру Шелесту та голові Ради Міністрів УРСР Володимирові Щербицькому, та додану до листа працю «Інтернаціоналізм чи русифікація?».
Юрії Збанацький був депутатом Верховної Ради УРСР IX скликання. У складі делегації УРСР неодноразово брав участь у сесіях Генеральної Асамблеї ООН.
Помер 25 квітня 1994 року в Києві. Похований у Києві на Байковому кладовищі (ділянка № 52).

## Творчість
Юрій Збанацький друкувався з 1944 р. Його повісті «Між добрими людьми», «Морська чайка», «Курячий бог», роман «Сеспель» екранізовано на Київській кіностудії ім. О. П. Довженка. Написав «Поліські билиці» — короткі оповідання з життя його знайомого вчителя Каленика Переплигнигопченка.

### Твори
Нариси і статті:
- «Тимофій Шашло» (1969);
- «Радість і надії» (1970);
- «На головній вуліці» (1978);

Книжки оповідань для дітей і дорослих:
- «На все життя» (1950);
- «Над Десною» (1951);
- «Старший брат» (1952);
- «Крилатий гонець» (1953);
- «Незабутнє» (1953);
- «Ласунка» (1957);
- «Любов» (1957);
- «Згадаймо, друзі, пережите» (1959);
- «В дорозі» (1960);
- «Гвардії Савочка» (1963);
- «Каленикові пригоди» (1963);

Повісті:
- «Таємниця Соколиного бору» (1949);
- «Лісова красуня» (1955);
- «Між добрими людьми» (1955);
- «Привітайте мене, друзі!» (1956);
- «Ху-Лань» (1958);
- «Єдина» (1959);
- «Морська чайка» (1959);
- «Курилові острови» (1963);
- «Героподвія» (1966);
- «Курячий бог» (1966);
- «Ленінка» (повісті та оповідання, 1970);
- «Ми — не з легенди» (1972);
- «Славко» (1976);
- «Стародуби» (1979);
- «Я був дідусем» (1979);
- «Балада про знамено»

П'єси:
- «Завойовники» (1967);
- «Клієнти будуть задоволені» (1971);

Романи:
- «Переджнив'я» (1955);
- «Малиновий дзвін» (1958);
- «Сеспель» (1961);
- «Хвилі» (1967);
- «Кують зозулі» (1975);
- «Твори у 4-х т.» (1963);
- «Твори у 2-х т.» (1974);

### Фільмографія
За його сценаріями створено стрічки:
1. 1961: «Морська чайка» (у співавт.)
2. 1962: «Між добрими людьми»
3. 1968: «Втікач з «Янтарного»»
4. 1970: «Сеспель»
5. 1975: «Таємниця партизанської землянки»
6. 1980: «Чекайте зв'язкового».

## Критика
Валерій Марченко у своїй статті «За параваном ідейності», що на суді 1973 року інкримінувалася йому як злочин перед радянською владою, так відгукувався про творчість Юрія Збанацького:
|  | Особливу запопадливість в оспівуванні визначених партією тем виявили старі, ще сталінського гарту, письменницькі кадри. Нагнибіди, козаченки та Збанацькі не підводять. Довір'я ж можновладних виявляється у формі грошової винагороди, наданні посад, а також у прикликанні до «кращих із кращих» спроституйованої матінки-слави. Твори цих лауреатів Шевченківської премії повсюдно друкують, перекладають на мови братніх республік і соціалістичних країн, роблять враження (для нас, звісно) цілком заслуженого визнання... Ми розглянули твори...досить численного загону письменників, за чиєю допомогою радянські можновладці утверджують своє панування на Україні; ласі шматки, що перепадають найвідданішим, повинні стимулювати акт творення, і вони, природно, роблять свою справу. На обріях нашої літератури, окрім старих кадрів культівських часів (Натана Рибака, Леоніда Новиченка, Юрія Збанацького), з'являється чимало нових письменників-підприємців: Павло Загребельний, Микола Сингаївський, Олесь Лупій, Ростислав Братунь. Продукуючи романи, драми, поезії, статті на правильні теми, гурт оцих вельми далеких від культури свого народу митців «чесно» заробляє на хліб. Твори багатьох із них написані досить вправною рукою графомана, тому непідготованому читачеві за напруженим сюжетом та розмаїтою образною системою важко помітити його ідейну недолугість і навіть реакційність. А це й потрібно авторові та верхнім «десяти тисячам» які спонукають його до письма відрегульованою системою заохочень. |

## Причетність до репресій
У рамках погрому української інтелігенції 1972 року, радянські репресивні органи підняли питання щодо праці дисидента Івана Дзюби «Інтернаціоналізм чи русифікація?» 1965 року. За офіційною інформацією, ЦК КПУ постановою від 7 лютого 1972 року доручив комісії у складі А. Д. Скаби (голова), В. Ю. Євдокименка, Ю. О. Збанацького, В. П. Козаченка, Л. П. Нагорної, П. О. Недбайла, В. А. Чирка, М. З. Шамоти та П. Й. Ящука розглянути листа Івана Дзюби, адресованого першому секретареві ЦК КПУ Петру Шелесту та голові Ради Міністрів УРСР Володимирові Щербицькому, та додану до листа працю «Інтернаціоналізм чи русифікація?».
15 лютого 1972 р. комісія, «проаналізувавши згаданий лист та матеріал І. Дзюби, а також вивчивши матеріали зарубіжної антирадянської преси і радіо за період з 1966 по 1972 рік», «прийшла до висновку, що підготовлений Дзюбою матеріал „Інтернаціоналізм чи русифікація?“ є від початку й до кінця пасквілем на радянську дійсність, на національну політику КПРС і практику комуністичного будівництва в СРСР». Також, серед іншого, члени комісії оголосили Дзюбу ворогом радянської влади, навісили на нього ідеологічне клеймо «українського буржуазного націоналіста», звинуватили його у злісному наклепі на компартійно-радянську владу та у солідаризації з ворогами радянської влади тощо.. 1973 року, спираючись на висновок комісії, Київський обласний суд засудив Івана Дзюбу до 5 років ув'язнення і 5 років заслання..
Василь Стус стверджував, що рецензія цієї комісії була «з відверто поліційними, кровожерними заявами», а про самих рецензентів, яких він називав «внутрішніми рецензентами КДБ», заявляв що «їхня вина в проведенні масових репресій така сама, як і штатних кагебістів. Вони такі самі душогуби, як слідчі і судді.»
2 березня 1972 Юрій Збанацький взяв участь у засіданні президії правління Спілки письменників України під час якого зі Спілки було виключено Івана Дзюбу. У своєму виступі він підтримав виключення та розкритикував Дзюбу: 
| Він [Іван Дзюба] так говорить, ніби ми самі нічого не розуміємо, ніби нам хтось нав’язує свої думки, які ми, хочемо того чи не хочемо, а мусимо висловлювати. Все це безпідставні здогади самого Івана Дзюби. На жаль, нічого нового про свою позицію, як і про своє ставлення до своєї основної праці, Ів. Дзюба нам не сказав. Те, що він каже нам тут, кажуть і наші вороги. Я згоден, що, походивши по Києву, можна багато чого знайти нехорошого, такого, що вимагає виправлення, удосконалення тощо. У зв’язку з цим мені пригадався один епізод із партизанського життя. Був у нашому загоні один хлопець. Він вигадав таку "хитру" міну і так замінував об’єкт, що крім нього ніхто не міг його розмінувати. А тим часом ситуація змінилася і треба було той об’єкт розмінувати, бо, коли б ми зірвали його, то завдали б собі великої шкоди. Між тим, пройшов певний час і всі дротики та інші пристрої цієї саморобної міни поржавіли і розмінування вимагало великого ризику, а, може, й ціни самого життя. І він, цей хлопець, пішов розміновувати... Іван Дзюба також поставив "міну", але коли стало питання про "розмінування", сам і пальцем не ворухнув, не спробував якщо й не зняти зовсім (бо це вже неможливо), то хоча б знешкодити її, давши відповідну оцінку і відмовившись від її суті, зняти прізвище. Про це, на жаль, Ів. Дзюба не сказав нічого. Він каже, що йому треба багато часу, щоб написати гарну статтю, що він пише дуже повільно. А от цю роботу, для виконання якої треба посадити цілу Академію, та ще й не на один місяць, він виконав сам, один, і час, як бачимо, знайшовся, і сили. Про виїзд Ів. Дзюби до котроїсь республіки на певний час, в даному разі — до Вірменії, він справді говорив зі мною, але я вважаю, що людина не може втекти сама від себе, і тому ми тоді не дійшли згоди. |
Письменник-дисидент Микола Руденко поділився спогадами про Юрія Збанацького у своїй книзі «Найбільше диво — життя. Спогади». Під час партзборів у журналі «Вітчизна» Руденка одноголосно виключили з партії, що на той час фактично передувало арешту. «Засідання парткому Спілки, якому належало затвердити рішення партійних зборів (парткому журналу „Вітчизна“) розпочалося виступом Ігоря Малишевського…Розписував мене найтемнішими фарбами — я мав постати перед членами парткому як свідомий ворог радянської держави, людина вкрай аморальна й підступна». «Як і на партзборах у „Вітчизні“, ніхто не бажав підіймати рук ні за, ні проти. Ніхто, крім Юрія Збанацького, який доволі виразно проголосував проти мого виключення з партії. Так і порахував Чалий: проти один, усі інші — за виключення».
«Цілком зрозуміло, як я був вдячний Юрію Оліферовичу. Збанацький мав тоді немалий авторитет, це вплинуло на інших членів парткому».
«Всі ми (я, Збанацький, Гончар, Білоус) були фронтовики — отже мали моральний обов'язок один перед одним» — згадував Микола Руденко.

## Нагороди
- Медаль «Золота Зірка» Героя Радянського Союзу (4.01.1944)
- Орден Леніна
- Орден Жовтневої Революції
- Орден Червоного Прапора
- Орден Вітчизняної війни 1-го ступеня
- Три ордени Трудового Червоного Прапора (1963)
- Медалі
- Державна премія України ім. Т. Г. Шевченка (1970), за роман «Хвилі» (виданий в 1967)
- Літературна премія Чувашії ім. М. Сеспеля (1967), за історично-біографічний роман «Сеспель» (виданий і 1961)
- Премія імені Лесі Українки (1975), за романи «Кують зозулі» (1975), повісті «Курилові острови» (1963), «Героподвія» (1966), «Ленінка» (1970) та інші.

## Ушанування пам'яті

Меморіальна дошка у Києві

Ім'я Юрія Збанацького занесено в Почесну Книгу Трудової Слави та Героїзму Чуваської АРСР. Меморіальні дошки встановлено в Києві на будинку по вулиці Михайла Коцюбинського, 2, де він жив в 1957–1994 роках (1996; бронза; барельєф; скульптор М. М. Суходолов) і в Чернігові на будівлі колишнього педагогічного технікуму, де він навчався в 1930–1931 роках. У районі бойових дій партизанського з'єднання імені Щорса в межиріччі Дніпра і Десни встановлено пам'ятного знака.
У журналі «Перець» № 1 за 1974 рік розміщено дружній шарж А.Арутюнянца з нагоди 60-річчя Ю.Збанацького.